# Aloe ericetorum
Aloe ericetorum é uma espécie de liliopsida do gênero Aloe, pertencente à família Asphodelaceae.

## Distribuição
É uma planta nativa da ilha de Madagascar, no continente africano.

## Descrição
É uma suculenta perene e cresce principalmente no bioma tropical sazonalmente seco.
Suas flores são de coloração amarela e ocorrem no período do inverno.